# Línea 3 (Urbanos de El Escorial)
La línea 3 de la red de autobuses urbanos de El Escorial une El Escorial con la urbanización Las Zorreras.

## Características
Esta línea une el Hospital de El Escorial y el centro del municipio con el barrio de Las Zorreras.
En septiembre de 2016, la línea se vio reforzada con dos expediciones más.
Los autobuses urbanos de San Lorenzo de El Escorial y El Escorial siguen una numeración conjunta para evitar confusión de duplicidad de numeraciones en dos municipios tan cercanos y relacionados. Las líneas siguen una numeración progresiva del 1 al 4, pero a El Escorial sólo le pertenece el número 3, quedando los números 1, 2 y 4 para San Lorenzo de El Escorial.
La línea circula brevemente por el término municipal de San Lorenzo de El Escorial, incluso estableciendo su cabecera en dicho municipio, pero puesto que su recorrido mayoritario se encuentra en El Escorial corresponde como una línea de dicho municipio. Como bien se expresa en la numeración interna del CRTM, recibe el número 3054. El primer dígito corresponde a la línea, en este caso la línea 3. Y los últimos tres dígitos corresponden al municipio por el que circula, en este caso 054 corresponde al municipio de El Escorial.
La línea mantiene los mismos horarios todo el año (exceptuando las vísperas de festivo y festivos de Navidad), circulando únicamente de lunes a viernes laborables.
Está operada por la empresa ALSA mediante la concesión administrativa VCM-607 - Madrid – San Lorenzo de El Escorial (Viajeros Comunidad de Madrid) del Consorcio Regional de Transportes de Madrid.
1. ↑  Abad, Enrique Peñas (15 de septiembre de 2016). «La línea urbana El Escorial-Las Zorreras amplía su servicio con dos nuevas expediciones diarias de lunes a viernes». Aquí en la Sierra. Consultado el 13 de marzo de 2024.

## Horarios
| Lunes a viernes laborables          |                                     |
| Hospital El Escorial > Las Zorreras | Las Zorreras > Hospital El Escorial |
| 06:45                               | 07:20                               |
| 07:55                               | 08:30                               |
| 10:00                               | 10:40                               |
| 11:10                               | 11:45                               |
| 13:00                               | 13:40                               |
| 14:40                               | 15:25                               |
| 17:00                               | 17:40                               |
| 17:55                               | 18:30                               |

1. 1 2 3 4  Sólo días lectivos.

## Recorrido y paradas

### Sentido Las Zorreras
| Código | Zona | Localidad                  | Denominación de parada            | Líneas de la parada              | Cercanías    |
| ------ | ---- | -------------------------- | --------------------------------- | -------------------------------- | ------------ |
| 11026  |      | San Lorenzo de El Escorial | Hospital El Escorial              | 640 660 669 669A 2 3 4           |              |
| 10206  |      | San Lorenzo de El Escorial | Ctra. M-600 - Urb. Monte Escorial | 640 660 664 669 669A 2 3 4       |              |
| 11528  |      | El Escorial                | San Sebastián - Conde de Chinchón | 661 667 669 669A 2 3             |              |
| 10187  |      | El Escorial                | Av. Constitución - Quiterio López | 640 660 661 666 667 669 669A 2 3 |              |
| 11526  |      | El Escorial                | Av. Constitución - Alfonso XII    | 640 660 661 666 667 669 669A 2 3 |              |
| 10189  |      | El Escorial                | Ctra. M-505 - Embalse Valmayor    | 661 667 3                        |              |
| 15716  |      | El Escorial                | Principal - Embalse Mayor         | 661A 3                           |              |
| 11387  |      | El Escorial                | Principal - Veinticuatro          | 661A 3                           |              |
| 12074  |      | El Escorial                | Principal - Catorce               | 661A 3                           |              |
| 12070  |      | El Escorial                | Principal - Quince                | 661A 3                           |              |
| 11389  |      | El Escorial                | Principal - Parque Infantil       | 661A 3                           |              |
| 12073  |      | El Escorial                | Estación - Nueve                  | 661A 3                           |              |
| 11390  |      | El Escorial                | Est. Las Zorreras                 | 661A 3                           | Las Zorreras |
| 11392  |      | El Escorial                | Alcudia - Colonia España          | 661A 3                           |              |

### Sentido El Escorial
| Código | Zona | Localidad                  | Denominación de parada              | Líneas de la parada          | Cercanías    |
| ------ | ---- | -------------------------- | ----------------------------------- | ---------------------------- | ------------ |
| 11392  |      | El Escorial                | Alcudia - Colonia España            | 661A 3                       |              |
| 11391  |      | El Escorial                | Est. Las Zorreras                   | 661A 3                       | Las Zorreras |
| 12072  |      | El Escorial                | Estación - Nueve                    | 661A 3                       |              |
| 11388  |      | El Escorial                | Principal - Parque Infantil         | 661A 3                       |              |
| 12071  |      | El Escorial                | Principal - Quince                  | 661A 3                       |              |
| 12075  |      | El Escorial                | Principal - Catorce                 | 661A 3                       |              |
| 11383  |      | El Escorial                | Principal - Veinticuatro            | 661A 3                       |              |
| 15715  |      | El Escorial                | Principal - Embalse Mayor           | 661A 3                       |              |
| 10181  |      | El Escorial                | Ctra. M-505 - Embalse Valmayor      | 661 667 3                    |              |
| 11525  |      | El Escorial                | Av. Constitución - Madrid           | 640 661 666 667 669 669A 3   |              |
| 10183  |      | El Escorial                | Av. Constitución - Francisco Valiño | 640 661 666 667 669 669A 2 3 |              |
| 11527  |      | El Escorial                | San Sebastián - Cardenal Cisneros   | 661 667 669 669A 2 3         |              |
| 10214  |      | San Lorenzo de El Escorial | Ctra. M-600 - Urb. Monte Escorial   | 640 660 664 669 669A 2 3 4   |              |
| 11026  |      | San Lorenzo de El Escorial | Hospital El Escorial                | 640 660 669 669A 2 3 4       |              |